# Курікі Нобуказу
Курікі Нобуказу (яп. 栗 城 史 多; 1982-2018) — японський альпініст. Відомий тим, що піднімався у гори завжди наодинці та без кисневого обладнання. Загинув під час сходження на Еверест.

## Біографія
Курікі Нобуказу народився 9 червня 1982 року у місті Імакане на острові Хокайдо. Закінчив факультет соціології Міжнародного університету Саппоро.

### Альпінізм
У серпні 2007 року Нобуказу підкорив вершину восьмитисячника Чо-Ойю, а у травні 2009 — вершину Дхаулагірі. Він також зійшов на найвищі вершини 6 континентів: Деналі, Аконкагуа, Ельбрус, Кіліманджаро, Пунчак-Джая та пік Вінсон.
Курікі Нобуказу вісім разів безуспішно намагався піднятися на Еверест наодинці та без кисню. Свої спроби він транслював через інтернет в прямому ефірі. У вересні 2009 року намагався піднятися на Еверест з тибетського боку, а у вересні 2010 року — з непальського боку, але не зміг піднятися вище 8000 м. Втретє піднявся на непальської сторону з серпня по жовтень 2011 року, але не зміг досягти позначки 7900 м. Під час своєї четвертої спроби в жовтні 2012 року через сильний вітер і температурах нижче -20 °С він провів декілька днів у печері. Тоді обморозив собі дев'ять пальців, які ампутували. У 2015 році йому завадила лавина, яка пошкодила базовий табір. Через погані погодні умови його спроби у 2016 та 2017 роках також не увінчались успіхом
У травні 2018 року, під час своєї восьмий спроби піднятися на Еверест, він помер від кисневої хвороби на висоті 7400 м.